# Aldrich Ames

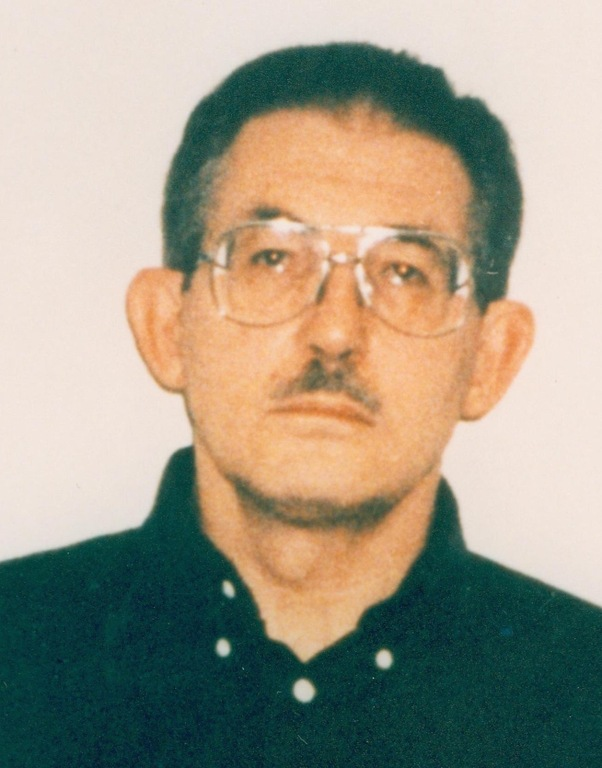
Aldrich Ames

Aldrich Hazen Ames (River Falls (Wisconsin), 26 juni 1941) is een voormalig CIA-agent die in 1994 is veroordeeld wegens spionage voor de Sovjet-Unie en de Russische Federatie. Hij werd in 1994 gearresteerd en veroordeeld tot een levenslange gevangenisstraf.

## Jeugd
Zijn vader, Carleton Cecil Ames, gaf les aan een college. Zijn moeder, Rachel Ames-Aldrich, was lerares Engels. Aldrich was het oudste kind en had twee jongere zussen. Carleton begon in 1952 voor de CIA te werken en werd in 1953 drie jaar in Zuidoost-Azië gestationeerd.
De jonge Aldrich ging naar de middelbare school in McLean, Virginia. Daar verrichtte hij ook zomerbaantjes voor de CIA, via een speciaal programma voor kinderen van medewerkers. Hij wilde buitenlandse culturen en geschiedenis studeren aan de University of Chicago, maar besteedde meer tijd aan toneel. Hij vergat zich in te schrijven voor zijn tweede jaar en gaf er daarna geheel de brui aan. Hoewel Aldrich eigenlijk niet de intentie had een carrière bij de CIA te beginnen moest hij toch werk vinden. Daarom solliciteerde hij bij de CIA voor een permanente baan, en begon in 1962 als administratief medewerker.

## Carrière
Onder de vleugels van de CIA maakte Aldrich Ames alsnog een college-studie af, en maakte promotie in de divisie Records Integration van het Operaties directoraat. In 1969 trouwde Ames met zijn collega Nancy Segebarth en kreeg tevens zijn eerste buitenlandse post in Ankara. Hier werkte hij tot hij in 1976 met zijn vrouw naar de Verenigde Staten terugkeerde, en infiltreerde hier onder andere de communistische organisatie DEV-GENÇ. Ook diende hij Russische inlichtingenofficieren te rekruteren.
In 1981 werd Aldrich Ames naar Mexico-Stad gestuurd, maar zijn vrouw bleef in New York. Het huwelijk ging inmiddels hard bergafwaarts en in 1982 begon Ames een verhouding met de Colombiaanse Maria del Rosario Casas Dupuy. In 1983, na Ames' terugkeer naar Washington voor een promotie naar een functie bij de Europese- en Constraspionagedivisie, gingen hij en zijn vrouw uit elkaar. Maria trok bij hem in en in 1984 scheidde Nancy officieel van hem. Later zou hij hertrouwen met Maria.
Ames ontving aanvankelijk zeer goede beoordelingen en promoties, maar later namen zijn prestaties af. Hoewel hij enkele successen boekte en goed in administratief werk was, was hij over het algemeen niet bedreven in het rekruteren van Russische spionnen. Bovendien dronk hij te veel, en nam zijn alcoholprobleem toe naarmate zijn huwelijk verslechterde. Dit leidde tot een aantal incidenten en het afnemen van zijn prestaties. Ames was gefrustreerd over het uitblijven van (verdere) promotie en over de naar zijn mening overtrokken Amerikaanse reacties op alles wat naar communisme riekte. Zelf verklaarde hij later versteld te staan van het Amerikaanse netwerk in en de kennis over alle aspecten van de Sovjet-Unie. Volgens Ames was het daarom helemaal niet nodig om zich zorgen te maken over de Russen of voortdurend in te grijpen in Zuid-Amerika.

## Dubbelspion
In 1985 stond Ames financieel met de rug tegen de muur. De scheiding had hem veel geld gekost, Maria bleek een gat in haar hand te hebben, en hij had op verschillende creditcards zijn limiet bereikt. Ames had een schuld aan achterstallige alimentatie en aan de creditcardmaatschappijen, die zijn toenmalige jaarsalaris ruim overtrof. Bovendien telefoneerde Maria dagelijks met haar familie in Colombia, wat resulteerde in telefoonrekeningen van honderden dollars. Ames berekende dat hij zijn inkomen minstens moest verdubbelen wilde hij op deze manier verder kunnen. Daarom besloot hij inlichtingen aan de Sovjet-Unie te verkopen.
Ames' belangrijkste wapenfeiten als spion en informant waren:
- Vitaly Yurchenko was een KGB-er die zogenaamd overliep naar de Verenigde Staten om onduidelijke redenen. Na drie maanden keerde hij terug naar de Sovjet-Unie. Ames kon de Sovjets precies vertellen welke informatie Yurchenko aan de CIA had verstrekt.
- Majoor-generaal Dmitri Polyakov, een GRU-officier, verstrekte de CIA zeer waardevolle informatie. Ames verklikte hem, waarop hij is gearresteerd en geëxecuteerd.
- Ames informeerde de KGB dat kolonel Oleg Gordievsky een dubbelspion voor de Britten was. Gordievsky kon echter tijdig overlopen.
- Valery Martynov verstrekte vanuit de Sovjet-residentie in Washington DC informatie aan de CIA. Ames verklikte hem waarop hij werd gearresteerd en geëxecuteerd. Een andere medewerker op de residentie, Sergei Motorin, spioneerde onder chantage voor de FBI. Ook hij werd door Ames verklikt.
- Leonid Polishchuk was een in Nigeria gestationeerd contraspionage-officier en eveneens dubbelspion voor de CIA. Ames verklikte hem, waarop hij is gearresteerd en geëxecuteerd.
- Sergey Fedorenko was een nucleair expert bij de VN-delegatie van de Sovjet-Unie. In 1987 werd hij door Ames gerekruteerd voor de CIA, en hij droeg informatie over het raketprogramma van het Rode Leger over aan Ames. Ze werden goede vrienden, en omarmden elkaar bij ontmoeting en afscheid. Ames wilde eerst zijn vriend niet verraden, maar deed het toch om bij de KGB in een goed blaadje te komen. Fedorenko wist arrestatie te vermijden door zijn politieke connecties. Later ontmoette hij Ames opnieuw en ze smeedden een plan waarin Fedorenko met hulp van Ames naar de Verenigde Staten zou overlopen. Ames verraadde hem echter opnieuw aan de KGB. Fedorenko kwam opnieuw met de schrik vrij, liep alsnog over, en woont nu in de VS.

Toen de Sovjet-Unie ontmanteld werd bleef Ames doorgaan met zijn activiteiten als spion, nu voor de Russische FSB.
De CIA merkte weliswaar dat hun netwerk van spionnen en dubbelspionnen gestaag afkalfde, maar ondernam geen actie. Ze durfden tegen 1990 ook geen nieuwe agenten meer te rekruteren. Hoewel de CIA vrij zeker wist dat er een 'mol' (verrader) was, werd geen onderzoek in gang gezet. Wellicht was men bang voor een tweede schandaal na de Iran-Contra-affaire. Ook wist Ames testen met de leugendetector goed door te komen door deze om de tuin te leiden. 
Toch waren er duidelijke tekenen dat er niet alleen een mol was, maar dat dit Ames was. Zo leefde hij met het Sovjetgeld ver boven zijn stand. Met een jaarsalaris van USD 60,000 kon hij zich bijvoorbeeld een huis van USD 540,000, een Jaguar van USD 50,000 en een verbouwing van USD 99,000 veroorloven. Bovendien gingen zijn betalingen op zijn creditcards alsmede zijn telefoonrekeningen (Maria belde nu nog meer met haar familie in Colombia) zijn maandsalaris ver te boven. Uiteindelijk besteedde de CIA het onderzoek uit aan de FBI, die direct Ames in het vizier nam.

## Arrestatie
In februari 1994 stond een reis naar Moskou op het programma. De FBI, bang dat Ames zou overlopen, arresteerde hem en zijn vrouw. Hoewel Ames aanvankelijk ontkende, bekende hij uiteindelijk dat hij vrijwel iedere door het Westen gerekruteerde Sovjetagent had gecompromitteerd of verraden, en dat hij grote hoeveelheden informatie over de Amerikaanse defensie, staatsveiligheid en buitenlandbeleid aan de Russen had doorgespeeld. 
Op 22 februari 1994 werd Ames formeel aangeklaagd. Omdat er door zijn acties dodelijke slachtoffers waren gevallen, was er aanvankelijk sprake van dat men de doodstraf zou eisen. Hij sloot uiteindelijk een deal met Justitie, waarbij hij levenslang zou krijgen (en de doodstraf dus van de tafel zou gaan), en zijn vrouw 5 jaar gevangenisstraf wegens medeplichtigheid aan zowel de spionage als belastingontduiking.
Momenteel zit Ames zijn straf uit in de zwaarbeveiligde Allenwood-gevangenis van Allenwood, Pennsylvania.
Van de in totaal USD 4.6 miljoen die Ames met zijn spionagewerk voor de KGB en FSB heeft verdiend, is naar schatting nog ruim USD 2 miljoen over. Dit geld staat op een bankrekening waar de Russische overheid noch Ames informatie over willen geven, omdat de Verenigde Staten dan direct zullen proberen beslag op het geld te leggen. Volgens Rusland is het geld eerlijk verdiend en komt het toe aan Ames of diens erfgenamen.